# Comité Paralímpico Nacional Argelino
El Comité Paralímpico Nacional Argelino es el comité paralímpico nacional que representa a Argelia. Esta organización es la responsable de las actividades deportivas paralímpicas en el país. Es miembro del Comité Paralímpico Internacional y del Comité Paralímpico Africano.